# Communauté de communes des Vallées de la Tille et de l’Ignon
Die Communauté de communes des Vallées de la Tille et de l’Ignon ist ein französischer Gemeindeverband mit der Rechtsform einer Communauté de communes im Département Côte-d’Or in der Region Bourgogne-Franche-Comté. Der Gemeindeverband wurde am 24. Dezember 2001 gegründet und umfasst 23 Gemeinden. Der Verwaltungssitz befindet sich im Ort Is-sur-Tille.

## Mitgliedsgemeinden
| Gemeinde                                                     | Einwohner 1. Januar 2022 | Fläche km² | Dichte Einw./km² | Code INSEE | Postleitzahl |
| ------------------------------------------------------------ | ------------------------ | ---------- | ---------------- | ---------- | ------------ |
| Avelanges                                                    | 35                       | 6,08       | 6                | 21039      | 21120        |
| Chaignay                                                     | 500                      | 25,05      | 20               | 21127      | 21120        |
| Courtivron                                                   | 162                      | 15,63      | 10               | 21208      | 21120        |
| Crécey-sur-Tille                                             | 125                      | 10,77      | 12               | 21211      | 21120        |
| Diénay                                                       | 383                      | 15,39      | 25               | 21230      | 21120        |
| Échevannes                                                   | 295                      | 11,45      | 26               | 21240      | 21120        |
| Épagny                                                       | 325                      | 12,39      | 26               | 21245      | 21380        |
| Gemeaux                                                      | 968                      | 19,34      | 50               | 21290      | 21120        |
| Is-sur-Tille                                                 | 4.308                    | 22,53      | 191              | 21317      | 21120        |
| Lux                                                          | 512                      | 23,10      | 22               | 21361      | 21120        |
| Marcilly-sur-Tille                                           | 1.734                    | 7,27       | 239              | 21383      | 21120        |
| Marey-sur-Tille                                              | 330                      | 30,15      | 11               | 21385      | 21120        |
| Marsannay-le-Bois                                            | 842                      | 11,94      | 71               | 21391      | 21380        |
| Moloy                                                        | 235                      | 19,23      | 12               | 21421      | 21120        |
| Pichanges                                                    | 293                      | 10,03      | 29               | 21483      | 21120        |
| Poiseul-lès-Saulx                                            | 75                       | 15,13      | 5                | 21491      | 21120        |
| Saulx-le-Duc                                                 | 248                      | 29,08      | 9                | 21587      | 21120        |
| Spoy                                                         | 391                      | 12,04      | 32               | 21614      | 21120        |
| Tarsul                                                       | 160                      | 9,57       | 17               | 21620      | 21120        |
| Til-Châtel                                                   | 1.136                    | 26,37      | 43               | 21638      | 21120        |
| Vernot                                                       | 96                       | 12,91      | 7                | 21666      | 21120        |
| Villecomte                                                   | 245                      | 16,41      | 15               | 21692      | 21120        |
| Villey-sur-Tille                                             | 261                      | 12,78      | 20               | 21702      | 21120        |
| Communauté de communes des Vallées de la Tille et de l’Ignon | 13.659                   | 374,64     | 36               | –          | –            |